# Piñor (Barbadanes)
Piñor (llamada oficialmente San Lourenzo de Piñor) es una parroquia española del municipio de Barbadanes, en la provincia de Orense, Galicia.

## Toponimia
La parroquia también es conocida por el nombre de San Lorenzo de Piñor.

## Organización territorial
La parroquia está formada por once entidades de población:
- A Barxa
- A Parada
- A Pipileira
- As Quintas
- Finca Fierro
- Godexás
- Mun di Deu
- O Piñeiro
- Requeixo
- Roma
- Santa Uxía

## Demografía
| Gráfica de evolución demográfica de Piñor entre 2000 y 2022 |
|                                                             |
| Datos según el nomenclátor publicado por el INE.            |